# Herpetoterins
Els herpetoterins (Herpetotherinae) són una subfamília d'ocells rapinyaires de la família dels falcònids (Falconidae) que agrupa una sèrie d'espècies que habiten a la zona Neotropical. Inclou aus amb hàbits caçadors, però també altres, almenys parcialment, vegetarianes i carronyaires. La majoria de les espècies viuen al bosc, són més petits que els falcons, amb el coll més llarg i ales més arrodonides. El cap té una zona de pell nua de color viu.

## Taxonomia
Els dos gèneres d'aquesta subfamília eren classificats amb els caracaràs, a la subfamília Polyborinae, però estudis genètics de principis del segle xxi han propiciat la inclusió d'ambdós gèneres dins una subfamília pròpia. Els dos gèneres contenen, segons la classificació del Congrés Ornitològic Internacional (versió 12.2, 2022) 8 espècies:
- Gènere Herpetotheres, amb una espècie: Falcó rialler.
- Gènere Micrastur, amb 7 espècies de falcons selvàtics.